# Вашојски језик
Вашојски језик, вашоански језик или вашо (ваш. wá꞉šiw ʔítlu) је угрожени језик, којим говори староседелачки народ Вашо, насељен на граници Калифорније са Невадом у сливу река Траки и Карсон, претежно око језера Тахо. Према конзервативном становишту он је језички изолат, али према неким изворима он припада хипотетичкој хоканској макро-породица језика. Само 20 стараца је 2008. говорило вашојским језиком као матерњим. Од 1994. постојала је мала школа језика, коју је завршио одређени број млађих особа, које  данас умерено течно говоре вашојским језиком. Школа језика је од тада затворена и језички програм сада функционише преко Одељења за културне ресурсе племена Вашо. Језик је и даље веома угрожен; међутим, дошло је до ренесансе у покрету за ревитализацију језика јер су многи ученици који су похађали првобитну школу језика постали наставници.
Етнографски Вашои припадају култури Великог басена и били су једини ненумички (неплатошошонски) народ те области. У језику постоји велики број позајмљеница из суседних јутоастечких, мајдуских и мивочких језика. Вашојски језик је део како великобасенског, тако и калифорнијског шпрахбунда.

## Обласне варијације
Вашојски има врло мале географске варијације. Јакобсен је у свом делу из 1986. написао следеће: „Када постоје две варијанте неке одлике, обично се једна налази у севернијој области, а друга у јужнијој, али линије које раздвајају две области за различите карактеристике се не подударају увек”.

## Веза са другим породицама језика
Према конзервативном становишту вашојски је језички изолат. Другим речима, нема доказаних заједничких особина са било којим другим језиком, укључујући три језика који су му непосредни суседи, севернопајутски (нумича (платошошонска) грана јутоастечке породице), мајдуски (мајдуска породица), и сијерамивочки (мивочка грана утијске породице). Често се класификује као Хокански језик, али ова хипотетичка породица језика није универзално прихваћена међу стручњацима, нити је веза вашојског језика са њом.
The language was first described in A Grammar of the Washo Language by William H. Jacobsen, Jr., in a University of California, Berkeley, PhD dissertation and this remains the sole complete description of the language.  There is no significant dialect variation. (Jacobsen's lifelong work with Washo is described at the University of Nevada Oral History Program.)